# 竹鶴酒造
竹鶴酒造株式会社（たけつるしゅぞう）は、広島県竹原市本町三丁目に本社を置く酒造メーカー。

## 沿革
江戸中期の1660年代（万治年間）「小笹屋（おざさや）」の屋号で製塩業を営み、冬場に余剰の労働力を流用して1733年（享保18年）に酒造業を始めた。
家裏の竹藪に鶴が営巣した事を「古来松に鶴と聞くも、竹に鶴は瑞兆なり」と喜び、その後「小笹屋竹鶴」と号したのが始まりで、銘柄・姓として用いた。
1970年（昭和45年）、純米酒「秘傳竹鶴」を発売する。
1988年より1991年まで4年連続で全国新酒鑑評会金賞受賞。93年・94年再び受賞。
ニッカウヰスキー創業者、竹鶴政孝の生家として知られ、建物は2014年9月から放送を開始した政孝をモデルとしたNHK連続テレビ小説『マッサン』に登場する「亀山酒造」のロケ地となった。

## 銘柄

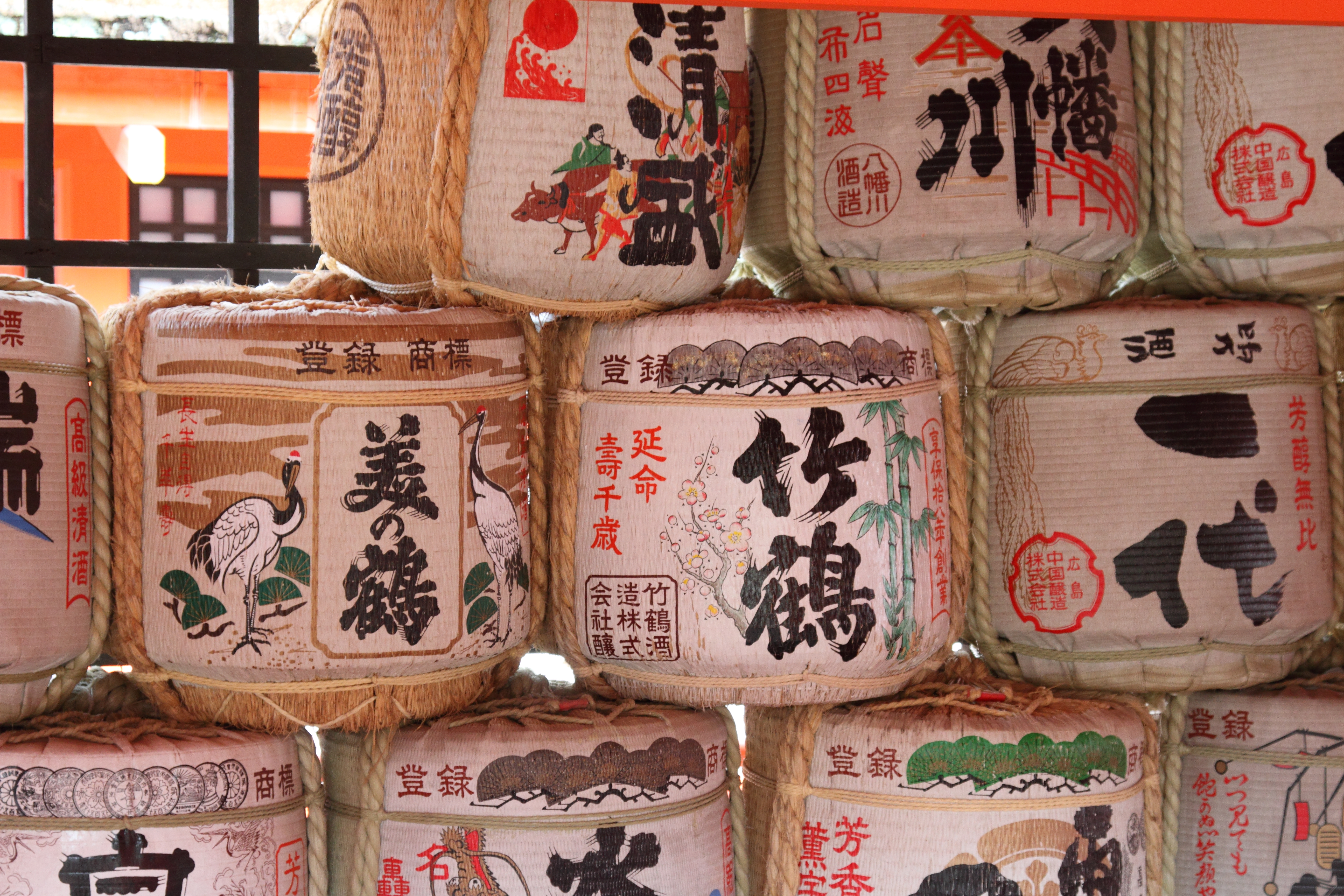
厳島神社に奉納された酒樽

小笹屋竹鶴
- 宿根雄町純米原酒
- 大和雄町純米原酒
- 生もと純米原酒
- 生もと純米吟醸原酒
- 生もと純米大吟醸原酒

清酒 竹鶴

純米 秘傳